# Satellit radiofoni
Satellit radiofoni er radiofoni leveret via kommunikationssatelliter og modtaget hyppigst af en udendørsantenne; fx en parabolreflektor - og i husholdningen - en satellit radiomodtager enten i form af en ekstern radiomodtagerboks eller en satellit radioforsatsmodul bygget ind i et fjernsyn.
Satellit fjernsynstunere er også tilgængelig som et kort eller en USB-enhed til at tilsluttet en personlig computer. Mange steder på jorden tilbydes satellit-tv og/eller satellitradio kanaler og services, ofte til områder som ikke serviceres af et marksendenet eller kabel-tv. 